# Vratíkov

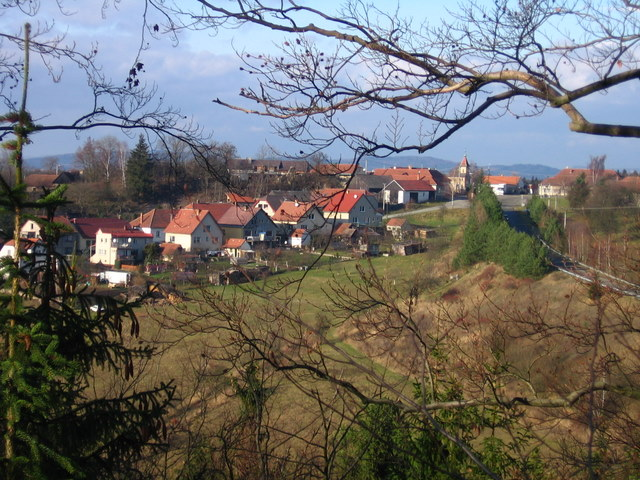
Blick auf Vratíkov

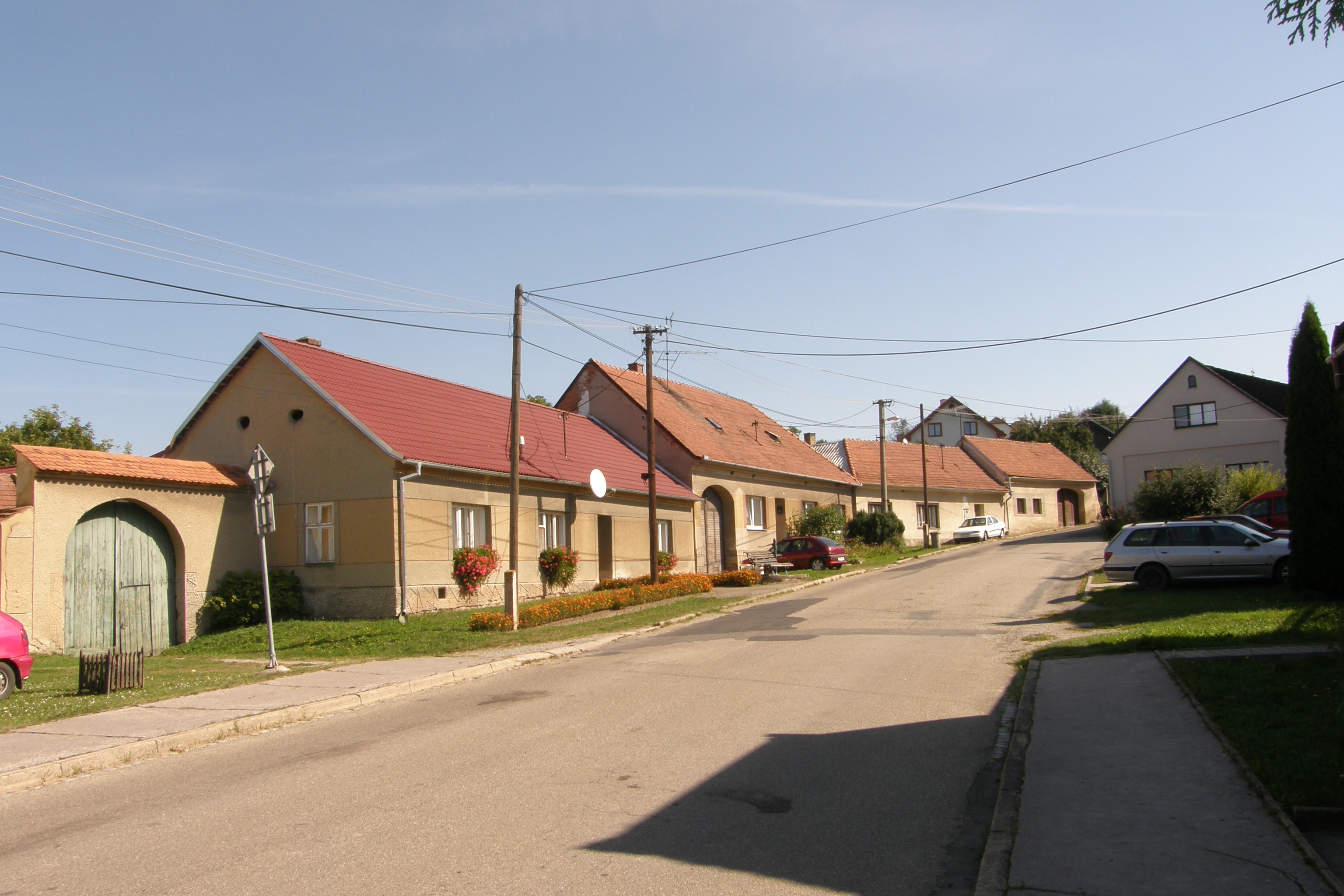
Dorfstraße

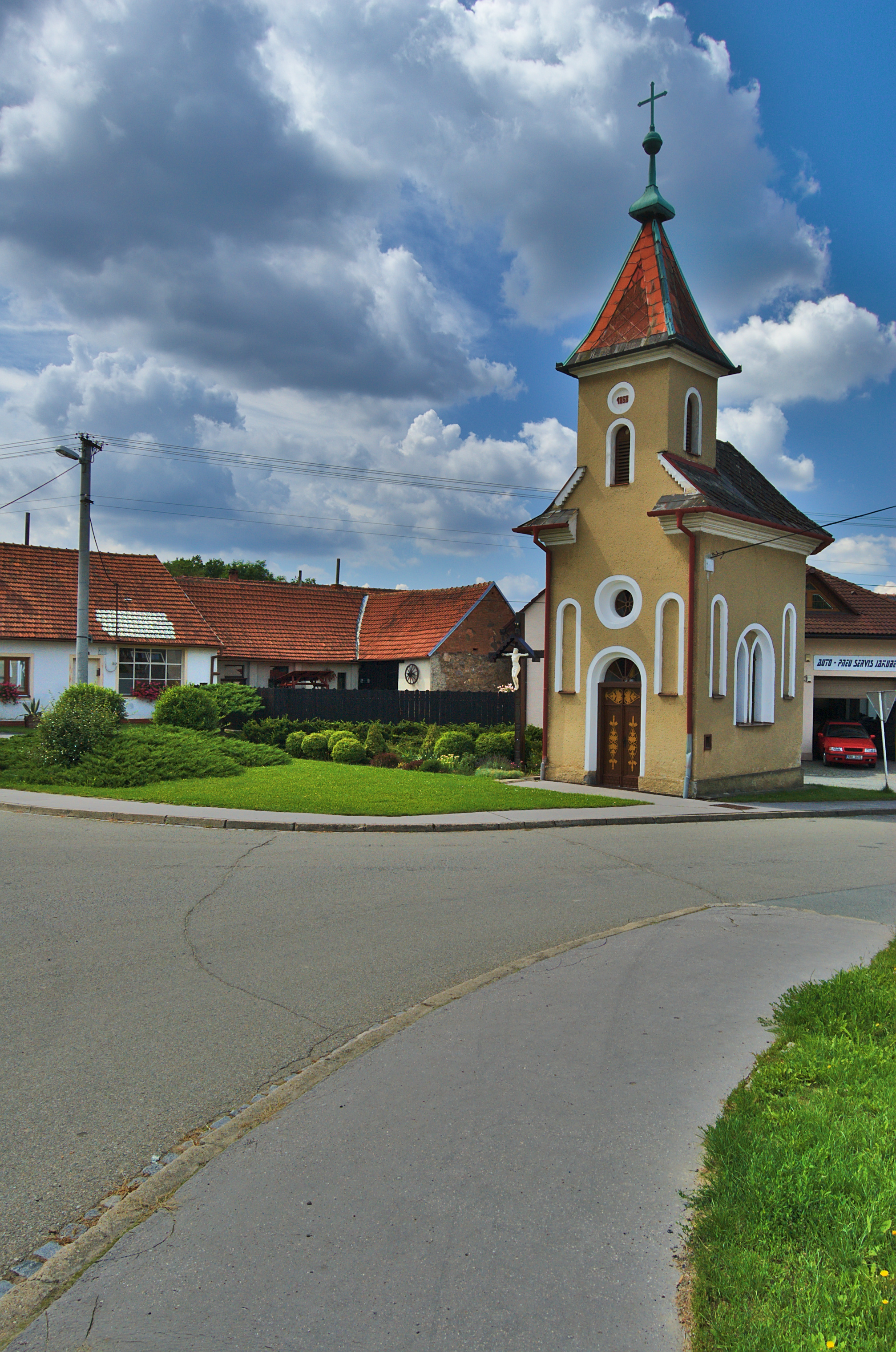
Kapelle Mariä Aufnahme

Vratíkov (deutsch Wratikow, 1939–45 Wratikau) ist ein Ortsteil der Stadt Boskovice in Tschechien. Er liegt vier Kilometer nordöstlich von Boskovice und gehört zum Okres Blansko.

## Geographie
Das Platzdorf Vratíkov befindet sich im Mährischen Karst an einem Hang über den mit dem Stausee Boskovice gefluteten Tälern der Bělá und Valchovka. Südlich des Dorfes mündet der Bach Okrouhlý potok in den Stausee. Nördlich erhebt sich die Kraslice (525 m n.m.), im Nordosten die Kudlinka (638 m n.m.), östlich der Vratíkov (Wratkow, 519 m n.m.) und im Westen die Doubrava (470 m n.m.). Gegen Süden erstreckt sich der Vratíkovský kras (Wratikower Karst).
Nachbarorte sind Vážany, Knínice, Melkov, Šebetov und Kapouňata im Norden, Okrouhlá und Benešov im Nordosten, Suchý und Velenov im Südosten, Valchov im Süden, Hrádkov, Šmelcovna und Boskovice im Südwesten, Chrudichromy im Westen sowie Míchov, Pod Bačovem, Hodiška, Bačov, Pastvisko und Sudice im Nordwesten. 

## Geschichte
Die erste schriftliche Erwähnung des Dorfes erfolgte 1531 als Besitz der Pfarrei Boskowitz. Als Veit Eder von Scziawnitz 1568 die Burg Boskowitz an Jaroš von Zástřizl verkaufte, wurde Wratikow als deren Zubehör aufgeführt. Die Boskowitzer Pfarrei hielt aber weiterhin Teile des Dorfes. Mit Johann Wenzel von Zástřizl erlosch das Geschlecht 1687 im Mannesstamme und wurde von den Grafen von Dietrichstein beerbt. 1712 starben zahlreiche Bewohner an der Pest. Die Dorfschule wurde 1832 eröffnet. Entlang des Okrouhlý potok verlief ein Floßgraben, mit dem Holz aus den Wäldern um Suchý zur Sägemühle Šmelcovna bei Zweihof (Dva Dvory) geschwemmt wurde.
Im Jahre 1834 bestand das im Brünner Kreis gelegene Dorf Wratikow aus 21 Häusern mit 164 mährischsprachigen Einwohnern. Erwerbsquellen bildete die Landwirtschaft. Im Ort gab es eine Schule. Auf dem Hügel Wratkow war ein trigonometrischer Punkt bestimmt. Pfarr- und Amtsort war Boskowitz. Bis zur Mitte des 19. Jahrhunderts blieb Wratikow der Allodialherrschaft Boskowitz untertänig.
Nach der Aufhebung der Patrimonialherrschaften bildete Vratikov / Wratikow ab 1850 mit dem Ortsteil Hradkov / Hradkow eine Gemeinde im Gerichtsbezirk Boskowitz. Der Boskowitzer Großgrundbesitz ging 1856 an die Freiherren von Mensdorff-Pouilly über. Ab 1869 gehörte Vratikov zum Bezirk Boskowitz; zu dieser Zeit hatte das Dorf 155 Einwohner und bestand aus 23 Häusern. In den 1870er Jahren wurde der tschechische Ortsname in Vraťkov geändert. Im Jahre 1900 hatte Vraťkov 198 Einwohner, 1910 waren es 213. Ein Großfeuer zerstörte 1901 große Teile des Dorfes einschließlich der Schule. 
Nach dem Ersten Weltkrieg zerfiel der Vielvölkerstaat Österreich-Ungarn, das Dorf wurde 1918 Teil der neu gebildeten Tschechoslowakischen Republik. Beim Zensus von 1921 lebten in den 50 Häusern der Gemeinde 280 Personen, darunter 277 Tschechen; das Dorf Vraťkov selbst bestand aus 32 Häusern und hatte 192 Einwohner. Seit 1924 wird Vratíkov als tschechischer Name verwendet. 1930 lebten in den 35 Häusern von Vratíkov 197 Menschen. Von 1939 bis 1945 gehörte Vratíkov / Wratikau zum Protektorat Böhmen und Mähren. Die Gründung der Freiwilligen Feuerwehr erfolgte 1942. Die Karsthöhlen wurden 1946 entdeckt. 1950 lebten 193 Menschen in Vratíkov. Im Zuge der Gebietsreform von 1960 wurde der Okres Boskovice aufgehoben und die Gemeinde dem Okres Blansko zugeordnet. Der Ortsteil Hrádkov wurde im Juni 1960 von Vratíkov abgetrennt und nach Boskovice eingemeindet. 1966 wurde das neue Gebäude für den Örtlichen Nationalausschuss (MNV) fertiggestellt. Am 1. Januar 1976 erfolgte die Eingemeindung nach Boskovice. Die Schule wurde 1981 geschlossen. 1985 begann der Bau der Talsperre Boskovice. Im Jahre 2001 bestand das Dorf aus 69 Wohnhäusern, in denen 229 Menschen lebten.

## Ortsgliederung
Der Ortsteil Vratíkov bildet einen Katastralbezirk.

## Sehenswürdigkeiten
- Kapelle Mariä Aufnahme auf dem Dorfplatz, geweiht 1969
- Stausee Boskovice, westlich des Dorfes, errichtet 1985–1989
- Mehrere Wegkreuze
- Naturreservat Vratíkov, es umfasst den Vratíkovský kras (Wratikower Karst). In dem Gebiet liegen die Karstquelle "U Jedle" sowie die Höhlen "Čtyřka", "Sklep" und "Okno".